# Fight Club Stockholm
FightClub Stockholm är en kampsportsklubb från Stockholm som startades i december 2004.

## Historia
Fight Club Stockholm grundades i december 2004 av Dick Ronaldo Alves och Gigi Babra-Uberoi. Klubben etablerades som en tävlingsklubb på elitnivå, med utrymme även för amatörer och motionärer. Under de första tio åren utvecklades den till en av Sveriges största  kampsportsklubbar.
Efter tio år överlämnade grundarna verksamheten till klubbens medlemmar, som tog över den dagliga driften.

## Tävlingsdiscipliner
Klubben tävlade aktivt inom flera grenar:
- Kickboxning (fullkontakt)
- Thaiboxning (Muay Thai)
- K1
- Allstyle

## Meriter
Från och med 2007 och flera år framåt positionerade sig Fight Club Stockholm som Sveriges främsta klubb inom fullkontaktkickboxning och utsågs vid flera tillfällen till bästa klubb på Svenska Mästerskapen. Klubben har även utsetts till bästa klubb på Allstyle Open vid flertalet tillfällen.
Fight Club Stockholm har tagit fram ett stort antal mästare:
- Svenska mästare
- Nordiska mästare
- Europamästare
- Världsmästare

Tävlingsverksamheten har varit mycket aktiv, med regelbundet deltagande i nationella och internationella tävlingar flera gånger per månad.